# Hartmut Atsma
Hartmut Atsma (* 10. August 1937 in Oldenburg (Oldb); † 5. August 2009 in Karlsruhe) war ein deutscher Historiker und Diplomatiker. 

## Leben
Hartmut Atsma besuchte das Clemens-August-Gymnasium in Cloppenburg und nahm dann in Münster ein Studium der Archäologie und Geschichte auf, wobei er bald an die Universität Heidelberg wechselte. Hier lehrte als Privatdozent Karl Ferdinand Werner, der 1966 an die Universität Mannheim berufen wurde. Atsma folgte ihm und wurde 1972 bei Werner mit einer Dissertation über Klöster in Gallien. Untersuchungen zur Forschungssituation und zur Quellenlage bis zum Ende des 6. Jahrhunderts promoviert. Er folgte Werner auch nach Paris an das Deutsche Historische Institut (DHIP). Ab 1971 war er als wissenschaftlicher Mitarbeiter am Deutschen Historischen Institut in Paris tätig, seit 1983 als Stellvertretender Direktor des Instituts im Hôtel Duret de Chevry, welches seit dem Jahre 2002 Teil der öffentlich-rechtlichen Stiftung „Deutsche Geisteswissenschaftliche Institute im Ausland“ (DGIA), dann Max-Weber-Stiftung ist. 
Im März 1989 und vom 1. April 1992 bis 30. September 1993 leitete er das Institut offiziell kommissarisch. In diesen Funktionen zeichnete er für deutsch-französische sowie internationale Historiker-Tagungen, darunter das bedeutende über Neustrien 1985, die Vergabe von Forschungsstipendien, die Herausgabe von Schriftenreihen zur westeuropäischen Geschichte und der Zeitschrift Francia verantwortlich, ebenso für die Buchreihe Deutsch-Französische Geschichte. In Paris unterrichtete er als Dozent „chargé de cours“ der 4. Sektion (Section des Sciences historiques et philologiques) der École pratique des hautes études. Mit dem französischen Paläographen Jean Vezin (1933–2020) verband ihn eine enge Arbeitsgemeinschaft als gemeinsame Autoren und Herausgeber.
Atsma gilt als Experte auf dem Gebiet der frühmittelalterlichen Forschungen zu Klöstern im gallisch-germanischen Raum und der Urkundenforschung der Zeit der Merowinger, des ältesten Königsgeschlechts der Franken vom frühen 5. Jahrhundert bis 751, und der folgenden Karolingerzeit. Atsma gab zwei Bände über Neustrien zwischen 650 und 850 heraus.

## Auszeichnungen
- Bundesverdienstkreuz
- Ordre des Arts et des Lettres
- Ehrenmitglied der Société des antiquaires de France
- Ehrenmedaille des Römisch-Germanischen Zentralmuseums[1]

## Schriften (Auswahl)
Monografien
- Die christlichen Inschriften Galliens als Quelle für Klöster und Klosterbewohner bis zum Ende des 6. Jahrhunderts. Artemis, Zürich 1977 (Auszug aus Francia, 4; vollständig zugleich Diss., Mannheim, Univ., 1971: Klöster und Mönchtum in Gallien).
- Klöster und Mönchtum im Bistum Auxerre bis zum Ende des 6. Jahrhunderts (= Sonderdruck aus Francia, 11). Thorbecke, Sigmaringen 1984.
- mit Jean Vezin: Les plus anciens documents originaux de l’Abbaye de Cluny (= Monumenta palaeographica medii aevi, MPMA: Series Gallica). Brepols, Turnhout, ISBN 2-503-99015-0. Band 1, 1997; Band 2, 2002; Band 3, 2002.

Herausgeberschaften
- Eugen Ewig: Spätantikes und fränkisches Gallien. Gesammelte Schriften, 1 (= Beihefte der Francia, 3). Band 1 und 2, München 1976–1979.
- La Neustrie. Les pays au nord de la Loire de 650 à 850. Coloque historique international, Rouen. Band 1, 1989 (= Beihefte der Francia, 16,1) (online); Band 2, 1989 (= Beihefte der Francia, 16,2) (online). Thorbecke, Sigmaringen 1989, ISBN 3-7995-7316-X.
- Marc Bloch aujourd’hui. Histoire comparée & sciences sociales. Textes réunis et présentés par Hartmut Atsma… (= Recherches d’histoire et de sciences sociales, 41). Edition de l’Ecole des Hautes Etudes en Sciences Sociales, Paris 1990, ISBN 2-7132-0944-7.

Beiträge
- Beitrag in: Albert Bruckner (Hrsg.): Chartae Latinae Antiquiores. Urs Graf Verlag, Dietikon-Zürich 1984, ISBN 3-85951-140-8.
- Beiträge in: Patrick Périn (Hrsg.): Collections mérovingiennes (= Catalogues d’art et d’histoire du Musée Carnavalet, 2). Paris 1985, ISBN 2-7299-0062-4.
- mit Jean Vezin: Deux testaments sur papyrus de l’époque mérovingienne. Étude paléographique. In: Claude Leppeley (Hrsg.): Haut Moyen-Age. Culture, éducation et société. Festschrift für Pierre Riché. Édition Publidix, Paris 1990, ISBN 2-7388-0089-0, S. 157–170.
- Beiträge in: Neil Stratford (Hrsg.): Cluny, 910–2010. Onze siècles de rayonnement. Éditions Du Patrimoine, Centre des Monuments Nationaux, Paris 2009, ISBN 978-2-7577-0112-6.